# Depot von Krtely
Das Depot von Krtely (auch Hortfund von Krtely) ist ein Depotfund der frühbronzezeitlichen Aunjetitzer Kultur aus Krtely, einem Ortsteil von Malovice im Jihočeský kraj, Tschechien. Es datiert in die Zeit zwischen 2000 und 1800 v. Chr. Das Depot ist heute zwischen dem Dr. jur. Otakar Kudrna-Museum in Netolice und dem Nationalmuseum in Prag aufgeteilt.

## Fundgeschichte
Das Depot wurde 1920 südlich von Krtely beim Pflügen entdeckt. Die Fundstelle liegt in einem schüsselförmigen Tal, das auf drei Seiten von Hügeln begrenzt wird und nur im Osten offen ist. Auf den Hügeln im Nordosten befindet sich eine Gruppe von Grabhügeln, auf den Hügeln im Süden eine weitere Grabhügelgruppe und eine eisenzeitliche Befestigung.

## Zusammensetzung
Das Depot besteht aus sechs Bronzegegenständen, die Tilmann Vachta alle als Ösenhalsringe anspricht. Nach Václav Moucha handelt es sich hingegen um vier Ringbarren und zwei Ösenhalsringe. Die Ringbarren sind nur grob bearbeitet. Bei zwei Exemplaren ist bereits in vorgeschichtlicher Zeit ein Ende abgebrochen. Beim dritten ist ein Ende vorgeschichtlich und eines neuzeitlich abgebrochen, beim vierten sind beide Enden neuzeitlich abgebrochen. Die beiden Ösenhalsringe sind aus einem Stab mit kreisrundem Querschnitt gefertigt. Ihre Oberfläche ist deutlich facettiert. Drei Ringbarren und ein Ösenhalsring befinden sich in Prag, die beiden anderen Gegenstände in Netolice.